# Čertova Voda

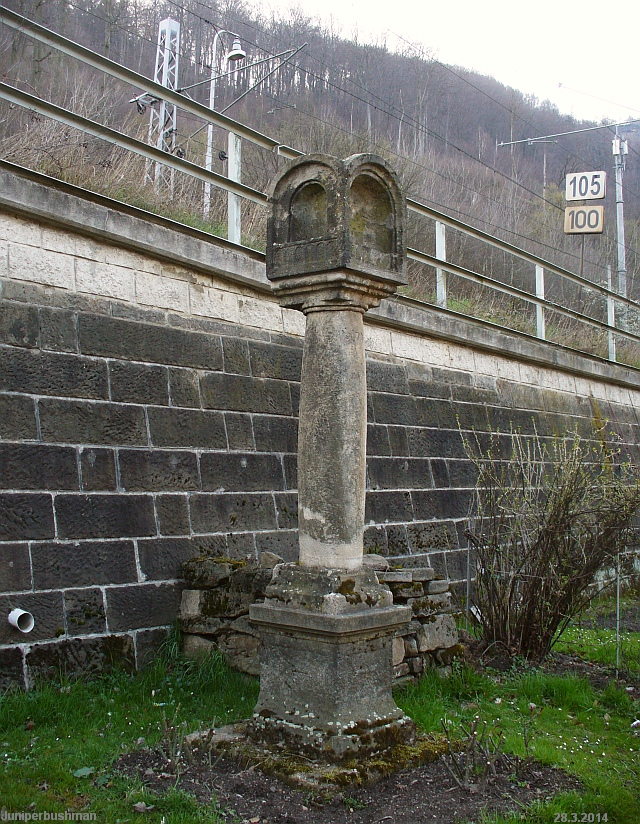
Boží muka v Čertově Vodě

Čertova Voda (Čirta) (německy Tschirte nebo Czirta ev. Czerta, Czerda, Tscherda) je osada na levém břehu Labe, na rozhraní dvou katastrálních území, a to k.ú. Prostřední Žleb a k.ú. Dolní Žleb, jejichž společnou hranici tvoří protékající potok nazývaný také Čertova voda (Czertenfloß (r. 1543), Tschirtenbach). Podstatná část osady je součásti městské části Děčín - Prostřední Žleb. K městské části Děčín - Dolní Žleb patří pouze 2 rodinné domy. Čertova Voda je s Prostředním Žlebem spojena ulicemi Žlebská a V Dolině a má železniční spojení tratí Děčín - Dolní Žleb - Schöna - (Rumburk) ze žel. zastávky Děčín-Čertova Voda.

## Historie
Předpokládá se, že toto místo bylo osídleno velmi brzo (dříve než ostatní území dnešního Prostředního Žlebu), vzhledem k výhodné poloze tj. při ústí potoka s kvalitní vodou do velké řeky. První písemná zmínka je z r. 1580 (někdy je uváděn r. 1574), kdy zde byla v provozu pila. V roce 1722 byla pila přestavěna na mlýn (Stolzův mlýn) a druhý mlýn byl vybudován v r. 1729. Dále zde fungovala od 17. století stoupa na tříslo. Uvedené provozy zde fungovaly do konce 19. století. V roce 1787 zde bylo 9 domů.

## Původ názvu
Pojmenování je odvozeno ze slovanského slova čert a vztahovalo se k nebezpečnému úseku na Labi mezi Čertovou Vodou a Dolním Žlebem, kde vystupuje do vrstvy pískovců žulový hřbet, jehož skalní bloky zasahovaly do řečiště. V tomto úseku, německy nazývaném Kutschen (Gotschen), byla ve skalnatém srázu vybudována cesta pro koně vlekoucí čluny proti proudu.
Jména míst v okolí odvozená od slova "čert" jsou mladšího datování. Jsou to: potok Čertova voda (německy Tschirtenbach), Čertův hřbet (německy Lietenkamm), Čertův kámen, Čertův sráz (Čertova stěna) (německy Tschirten Wand (Rand)).

## Geologické podmínky
Čertova Voda se nachází v místě, kde se dno kaňonu Labe prohloubilo v pískovcích až na žulový hřbet. Tato žula vykazuje složení, které svědčí o návaznosti toho hřbetu na lužickou oblast. Spolu s žulou zde byly obnaženy vrstvy prvohorních břidlic. Žula i břidlice jsou prostoupeny lamprofyry. Tento geologický jev je také patrný na protějším břehu Labe v okolí osady Podskalí (Rasseln).
Kámen, tj. jak pískovec, tak nepříliš kvalitní žula a břidlice, zde byly v minulosti těženy zejména v úseku mezi Čertovou vodou a Dolním Žlebem. Hlavním důvodem této těžby nebylo získávání stavebního materiálu, ale zprůchodnění kaňonu Labe pro lodní a později i železniční dopravu. Zmíněný mlynář Stolze se kromě mletí obilí věnoval také výrobě otesků mlýnských kamenů - žernovů. Původně velmi vodný potok Čertova voda byl ochuzen tím, že voda z nejvydatnějších pramenů, zejména těch, které se nacházejí v místě zvaném U vodáren (Laubloch), byla vodárensky využita pro podmokelský vodovod.

## Turistika
Kromě zmíněné žel. trati prochází Čertovou Vodou také Labská cyklotrasa. Končí zde žlutá turistická trasa z Děčína přes Maxičky a Dolní Žleb a vychází odtud zelená tur. trasa přes Maxičky, Děčínský Sněžník, Jílové, Javory do Dobkovic.